# Castelo concêntrico

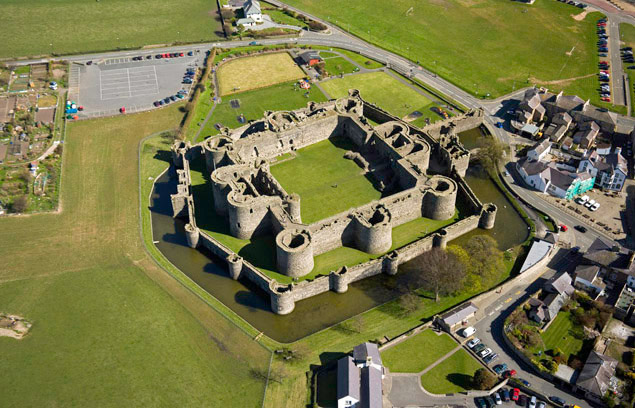
Castelo de Beaumaris (País de Gales), exemplo do castelo concêntrico

Castelo concêntrico é um castelo onde a característica principal é uma espessa parede interna construída de pedras com torres posicionadas a intervalos e depois cercada por uma parede de pedra mais baixa, igualmente espessa. As duas paredes do castelo em desenhos concêntricos foram projetadas para serem dois obstáculos separados no caminho de qualquer atacante. O castelo concêntrico foi desenvolvido nos séculos XII e XIII para oferecer a melhor proteção contra ataques.